# Tel Aviv Challenger 1978
Il Tel Aviv Challenger 1978 è stato un torneo di tennis facente parte della categoria ATP Challenger Series nell'ambito dell'ATP Challenger Series 1978. Il torneo si è giocato a Tel Aviv in Israele dal 15 al 21 ottobre 1978 su campi in cemento.

## Vincitori

### Singolare
Tom Okker ha battuto in finale  Peter Feigl con il punteggio di 6–7, 6–4, 6–2

### Doppio
Peter Feigl /  Eric Friedler hanno battuto in finale  Mike Fishbach /  Tom Okker con il punteggio di 6–3, 6–7, 6–3